# Wilhelm de Baden
Margraful Wilhelm de Baden (n. 8 aprilie 1792, Karlsruhe, Germania – d. 11 octombrie 1859, Karlsruhe, Marele Ducat de Baden) a fost al doilea fiu al lui Karl Friedrich, Mare Duce de Baden și a celei de-a doua soții, Luise Karoline, baroneasă Geyer von Geyersberg (1768—1820), fiica baronului Ludwig Heinrich Philipp Geyer von Geyersberg și a soției acestuia, contesa Maximiliana Christiane de Sponeck. Casa de Baden a considerat căsătoria morganatică și Wilhelm, pentru un timp, nu a avut drept de succesiune asupra Marelui Ducat.

## Căsătorie și copii
La 16 octombrie 1830 Wilhelm s-a căsătorit cu Elisabeth Alexandrine de Württemberg. Mireasa, cu zece ani mai mică decât el, era a patra fiică a Ducelui Louis de Württemberg și a celei de-a doua soții, Prințesa Henriette de Nassau-Weilburg
Wilhelm și Elisabeta au avut patru copii:
- Wilhelmine Pauline Henriette Amalie Louise (7 mai 1833 — 7 august 1834).
- Sophie Pauline Henriette Amalie Louise (7 august 1834 — 6 aprilie 1904), căsătorită cu Woldemar, Prinț de Lippe la 9 noiembrie 1858.
- Pauline Sophie Elisabeth Marie (18 decembrie 1835 — 15 mai 1891).
- Leopoldine Wilhelmine Pauline Amalie Maximiliane (22 februarie 1837 — 23 decembrie 1913), căsătorită cu Hermann al VI-lea, Prinț de Hohenlohe-Langenburg la 24 septembrie 1862. Ea a fost mama lui Ernst al II-lea, Prinț de Hohenlohe-Langenburg.